# Assedio di Taormina (962)
L'assedio di Taormina nel 962 fu un assedio della principale fortezza bizantina in Sicilia, a Taormina, da parte dei Kalbiti, per conto della dinastia Fatimide.

## Storia
L'assedio fu guidato dai cugini Kalbiti Al-Hasan ibn Ammar al-Kalbi e Aḥmad b. Ḥasan Abi l-Husayn e durò trenta settimane, fino alla caduta della città nel giorno di Natale del 962. 1 570 abitanti (circa un quinto della popolazione) fu inviato in schiavitù al califfo fatimide al-Mu'izz; la città fu ribattezzata al-Mu'izziyya e furono introdotti coloni musulmani.
A questo assedio seguirono altre vittorie fatimidi nell'assedio di Rometta e nella battaglia dello Stretto di Messina nel 964–965, che segnarono la fine della presenza bizantina in Sicilia e il completamento finale della conquista musulmana della Sicilia.